# Андець рудочубий
Áндець рудочубий (Ampelion rufaxilla) — вид горобцеподібних птахів родини котингових (Cotingidae). Мешкає в Південній Америці.

## Опис
Довжина птаха становить 18,5-23 см, з яких 80-84 мм припадає на хвіст і 8,4-9,2 на дзьоб. Тім'я чорне, посередині тімені рудий чуб. Решта голови, шия і горло каштаново-коричневі. Верхня частина тіла оливково-коричнева, поцяткована сірими смужками. Рульові і махові пера чорні, покривні пера каштанові. Воло сіре, решта нижньої частини тіла жовта, поцяткована чорними смужками. На животі смужки відсутні. Райдужки червоні, дзьоб чорний (біля основи синьо-оливковий), лапи темно-оливкові або сіро-оливкоові.

## Підвиди
Виділяють два підвиди:
- A. r. antioquiae (Chapman, 1924) — західна Колумбія і крайня північ Еквадору;
- A. r. rufaxilla (Tschudi, 1844) — південний Еквадор, Перу, Болівія.

## Поширення і екологія
Рудочубі андеці живуть в кронах гірських тропічних лісів Анд на висоті від 1750 до 2740 м над рівнем моря.

## Раціон
Рудочубі андеці харчуються фруктами і ягодами, ловлять в польоті комах.